# Jussac
Jussac je naselje in občina v osrednjem francoskem departmaju Cantal regije Auvergne. Leta 1999 je naselje imelo 1.779 prebivalcev.

## Geografija
Kraj se nahaja v pokrajini Auvergne ob reki Authre, 10 km severno od središča Aurillaca.

## Uprava
Jussac je sedež istoimenskega kantona, v katerega so poleg njegove vključene še občine Crandelles, Naucelles, Reilhac in Teissières-de-Cornet s 5.290 prebivalci.
Kanton Jussac je sestavni del okrožja Aurillac.

## Zanimivosti
- cerkev sv. Martina,
- srednjeveški grad Château de Nozières iz 14.stoletja.